# Marko Banić
Marko Banić (ur. 31 sierpnia 1984 w Zadarze) – chorwacki koszykarz, występujący na pozycjach silnego skrzydłowego lub środkowego, reprezentant Chorwacji, olimpijczyk, obecnie zawodnik Pınar Karşıyaka.
W 2010 został wybrany MVP Eurocupu.
13 grudnia 2017 został zawodnikiem tureckiego Pınaru Karşıyaka.

## Osiągnięcia
Stan na 14 grudnia 2017, na podstawie, o ile nie zaznaczono inaczej.
Drużynowe
- Mistrz:
  - Ligi Adriatyckiej (2003)
  - Chorwacji (2003, 2005)
  - Chorwacji juniorów (2001)
- Wicemistrz:
  - Chorwacji (2002, 2004)
  - Hiszpanii (2011)
- Zdobywca pucharu Chorwacji (2003, 2005)
- Finalista:
  - pucharu Chorwacji (2004)
  - superpucharu Hiszpanii (2007)

Indywidualne
- MVP:
  - EuroCup (2010)
  - kolejki:
    - TOP 16 Eurocup (6 – 2008/2009)
    - ACB (24 – 2011/2012)
- Zaliczony do I składu EuroCup (2009, 2010)
- Uczestnik meczu gwiazd ligi chorwackiej (2004, 2005)

Reprezentacja
- Mistrz:
  - kwalifikacji olimpijskich (2008)
  - Europy U–18 (2002)
- Uczestnik:
  - igrzysk olimpijskich (2008 – 6. miejsce)
  - mistrzostw:
    - świata:
      - 2010 – 14. miejsce
      - U–19 (2003 – 4. miejsce)

    - Europy:
      - 2007 – 6. miejsce, 2009 – 6. miejsce
      - U–20 (2004 – 12. miejsce)